# Беляйково (Нижегородская область)
Беля́йково — село в Вачском районе Нижегородской области. Входит в состав Новосельского сельсовета.

## География
Село расположено в 3 км на юго-запад от центра поселения села Новосёлки и в 9 км на запад от райцентра посёлка Вача на автодороге Р-125 Ряжск — Касимов — Муром — Нижний Новгород.

## История
На территории нынешнего села ранее располагались 3 деревни: Беляйково (юго-западная часть села), Солнцево (на западе за речкой Марца), Светицкое (северо-восточная часть села) и село Глебово (в центре). В окладных книгах 1676 года в селе Глебове отмечена церковь Пресвятой Богородицы Владимирской, в приходе 39 дворов крестьянских и 6 бобыльских, в деревне Светицкой 16 дворов крестьянских и 6 бобыльских, в деревне Беляйково числилось 12 дворов крестьянских и 3 бобыльских. В селе Глебове вместо сгоревшей деревянной церкви в 1832-38 году был построен каменный храм. В 1834 году трапеза была освящена во имя святого великомученика Димитрия Селунского, а в 1838 году главный храм в честь Владимирской иконы Божьей Матери. В 1858 году при храме была построена каменная колокольня. Приход состоял из села Глебова и деревень: Светицковой, Беляйковой и Фофановой. В селе Глебове имелась школа грамоты.
В конце XIX — начале XX века Беляйково и другие населённые пункты нынешнего села входили в состав Новосельской волости Муромского уезда Владимирской губернии. В 1859 году в Беляйково числилось 24 двора, в селе Глебово — 51 двор и 277 жителей, в Солнцево — 15 дворов и 129 жителей, в Светицкой — 38 дворов и 277 жителей. В 1905 году в Беляйково числилось 43 двора, в селе Глебово — 58 двор и 240 жителей, в Солнцево — 38 дворов и 159 жителей, в Светицкой — 76 дворов и 387 жителей.
С начала XX века в Беляйково была организована артель, в 1956 году преобразованная в завод «Звезда», являвшийся крупнейшим производителем хозяйственных ножей различного назначения (кухонных и пр.) и других столовых приборов.

## Население
| 1859 | 1905 |
| ---- | ---- |
| 154  | 205  |

| 1859 | 1905 | 1926 | 1999 | 2002 | 2010 |
| ---- | ---- | ---- | ---- | ---- | ---- |
| 154  | ↗205 | ↗285 | ↗977 | ↘796 | ↘636 |